# 麦加围城战 (692)
麦加围城战（阿拉伯語：  حصار مكة) 是第二次菲特納期間的一場戰役。公元692年，当时阿卜杜勒-马利克的军队围攻阿卜杜拉·伊本·祖拜尔所在的麥加並最終攻入麥加。阿卜杜拉·伊本·祖拜尔被殺。這場戰役標志著第二次菲特納的終結，阿卜杜勒-马利克重新統一哈里發國。